# Orgyia panlacroixii
Orgyia panlacroixii är en fjärilsart som beskrevs av Charles Oberthür 1876. Orgyia panlacroixii ingår i släktet fjädertofsspinnare, och familjen tofsspinnare. Inga underarter finns listade i Catalogue of Life.